# Juli 2006
| Juli 2006 |
| Månader under 2006: Januari · Februari · Mars · April · Maj · Juni · Juli · Augusti · September · Oktober · November · December ← December 2005 · Januari 2007 → |

- Minst 41 personer omkommer i en olycka i Valencias stadsbana. (3 juli)
- Nordkorea testskjuter ett antal robotar varav en Taepodong-2. Händelsen orsakar en internationell diplomatisk kris och Japan sammankallar FN:s säkerhetsråd. (5 juli)
- Östtimors president Xanana Gusmão utser före detta utrikesministern och nobelpristagaren José Ramos-Horta till ny premiärminister. (8 juli)
- Italien vinner fotbolls-VM 2006 med 5–3 på straffar mot Frankrike.[1] (9 juli)
- I en serie bombattacker mot pendeltåg i den indiska staden Bombay dödas minst 200 personer. (11 juli)
- Israel startar en militäroffensiv i Libanon som svar på att Hizbollah kidnappat två israeliska soldater och dödat åtta. (12 juli)
- Kvarken upptas på Unescos världsarvslista. (12 juli)
- Domen i serie A-skandalen faller; Juventus, Fiorentina och Lazio flyttas ner till serie B. (14 juli)
- Det trettioandra G8-mötet äger rum i Sankt Petersburg i Ryssland. (15 juli–17 juli)
- En tsunami slår mot den indonesiska ön Java efter en jordbävning med magnitud 7,7 på richterskalan. (17 juli)
- Hagamannen fälls i Umeå tingsrätt för mordförsök och grov våldtäkt och döms till 14 års fängelse. (19 juli)
- En reaktor i Forsmarks kärnkraftverk snabbstoppas efter en "allvarlig" incident. (25 juli)
- Europamästerskapen i simning inleds i Budapest, Ungern och de svenska herrarna inleder med svenskt rekord på 4x100 m frisim. (26 juli)
- I Kongo-Kinshasa hålls de första demokratiska president- och parlamentsvalen sedan 1960. (30 juli)
- Stockholmsförsöket med bilavgifter avslutas. (31 juli)
- Finland övertar EU:s ordförandeskap (fram till 31 december). (1 juli)
- Kubas president Fidel Castro överlämnar tillfälligt sina befogenheter till vicepresidenten och brodern Raúl Castro på grund av sjukdom. (31 juli)
- Speedwayföraren Tony Rickardsson meddelar att han tänker avsluta sin karriär. (31 juli)

### Fotnoter
1. ↑  ”Italien världsmästare”. Sportbladet. 9 juli 2006. http://www.aftonbladet.se/sportbladet/fotboll/landslagsfotboll/masterskap/article10855725.ab. Läst 11 september 2016.